# Oxford West and Abingdon (circonscription du Parlement britannique)
Circonscription parlementaire de la Chambre des communes
La circonscription d'Oxford West and Abingdon est une circonscription parlementaire britannique située dans l'Oxfordshire, et représentée à la Chambre des communes du Parlement britannique depuis 2017 par Layla Moran du parti Libéral Démocrates.

## Members of Parliament
| Élection | Élection | Membre           | Membre | Parti              |
| -------- | -------- | ---------------- | ------ | ------------------ |
|          | 1983     | John Patten      |        | Conservateur       |
|          | 1997     | Evan Harris      |        | Libéral Démocrates |
|          | 2010     | Nicola Blackwood |        | Conservateur       |
|          | 2017     | Layla Moran      |        | Libéral Démocrates |

## Élections

Résultats élection pour Oxford West and Abingdon

### Élections dans les années 2010

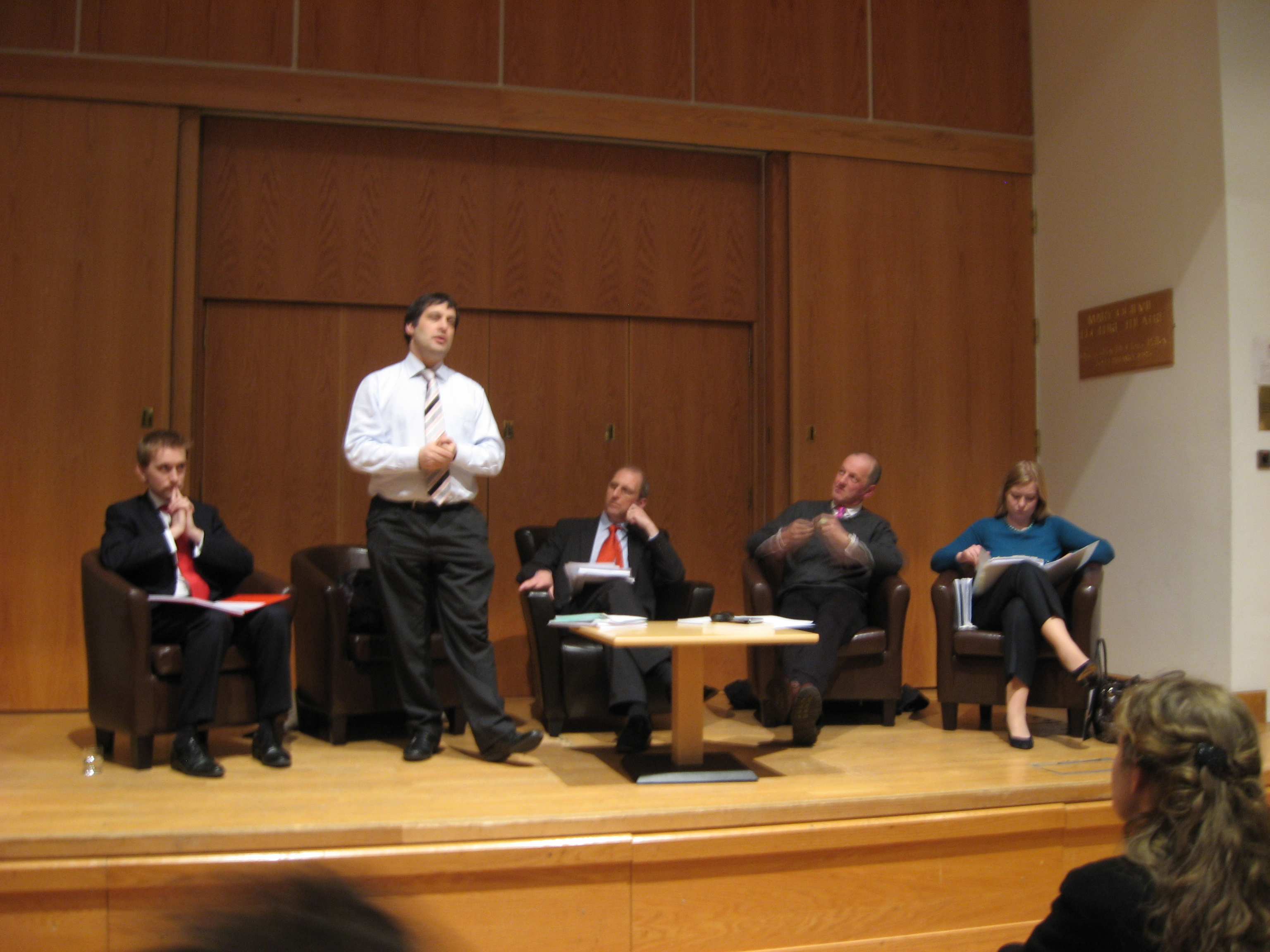
campagne électorale dans la circonscription d'Oxford West and Abingdon en 2010. De gauche à droite: Richard Stevens, Evan Harris (debout, titulaire), Tim Gardam (président, St Anne's College), Chris Goodall, Nicola Blackwood.

| Parti         | Parti                     | Candidat                  | Voix   | %    | ±      |
| ------------- | ------------------------- | ------------------------- | ------ | ---- | ------ |
|               | Libéral Démocrate         | Layla Moran               | 31,340 | 53,3 | 9.5    |
|               | Conservateur              | James Fredrickson         | 22,397 | 38,1 | 4.3    |
|               | Travailliste              | Rosie Sourbut             | 4,258  | 7,2  | 5.4    |
|               | Brexit                    | Allison Wild              | 829    | 1,4  | Stable |
| Majorité      | Majorité                  | Majorité                  | 8,943  | 15,2 | 13.8   |
| Participation | Participation             | Participation             | 58,824 | 76,4 | 3.2    |
|               | Libéral Démocrate retenir | Libéral Démocrate retenir | Swing  | 6.9  |        |

| Parti         | Parti                                        | Candidat                                     | Voix   | %    | ±    |
| ------------- | -------------------------------------------- | -------------------------------------------- | ------ | ---- | ---- |
|               | Libéral Démocrate                            | Layla Moran                                  | 26,256 | 43,7 | 14.8 |
|               | Conservateur                                 | Nicola Blackwood                             | 25,440 | 42,4 | 3.3  |
|               | Travailliste                                 | Marie Tidball                                | 7,573  | 12,6 | 0.1  |
|               | UKIP                                         | Alan Harris                                  | 751    | 1,3  | 5.7  |
| Majorité      | Majorité                                     | Majorité                                     | 816    | 1,4  | 18.1 |
| Participation | Participation                                | Participation                                | 60,020 | 79,6 | 4.4  |
|               | Libéral Démocrate vainqueur sur Conservateur | Libéral Démocrate vainqueur sur Conservateur | Swing  | 9.1  |      |

| Parti         | Parti                  | Candidat             | Voix   | %    | ±      |
| ------------- | ---------------------- | -------------------- | ------ | ---- | ------ |
|               | Conservateur           | Nicola Blackwood     | 26,153 | 45,7 | 3.4    |
|               | Libéral Démocrate      | Layla Moran          | 16,571 | 28,9 | 13.1   |
|               | Travailliste           | Sally Copley         | 7,274  | 12,7 | 2.1    |
|               | UKIP                   | Alan Harris          | 3,963  | 6,9  | 4.2    |
|               | Green                  | Larry Sanders        | 2,497  | 4,4  | 2.3    |
|               | National Health Action | Helen Salisbury      | 723    | 1,3  | Stable |
|               | Socialiste (GB)        | Mike Foster          | 66     | 0,1  | Stable |
| Majorité      | Majorité               | Majorité             | 9,582  | 16,7 | 16.4   |
| Participation | Participation          | Participation        | 57,247 | 75,2 | 5.0    |
|               | Conservateur retenir   | Conservateur retenir | Swing  | 8.2  |        |

| Parti         | Parti                                        | Candidat                                     | Voix   | %    | ±      |
| ------------- | -------------------------------------------- | -------------------------------------------- | ------ | ---- | ------ |
|               | Conservateur                                 | Nicola Blackwood                             | 23,906 | 42,3 | 9.6    |
|               | Libéral Démocrate                            | Evan Harris                                  | 23,730 | 42,0 | 4.1    |
|               | Travailliste                                 | Richard Stevens                              | 5,999  | 10,6 | 5.2    |
|               | UKIP                                         | Paul Williams                                | 1,518  | 2,7  | 1.2    |
|               | Green                                        | Chris Goodall                                | 1,184  | 2,1  | 1.7    |
|               | Animal Protection                            | Keith Mann                                   | 143    | 0,3  | Stable |
| Majorité      | Majorité                                     | Majorité                                     | 176    | 0,3  | 14.9   |
| Participation | Participation                                | Participation                                | 56,480 | 70,2 | 3.0    |
|               | Conservateur vainqueur sur Libéral Démocrate | Conservateur vainqueur sur Libéral Démocrate | Swing  | 6.9  |        |

### Élections dans les années 2000

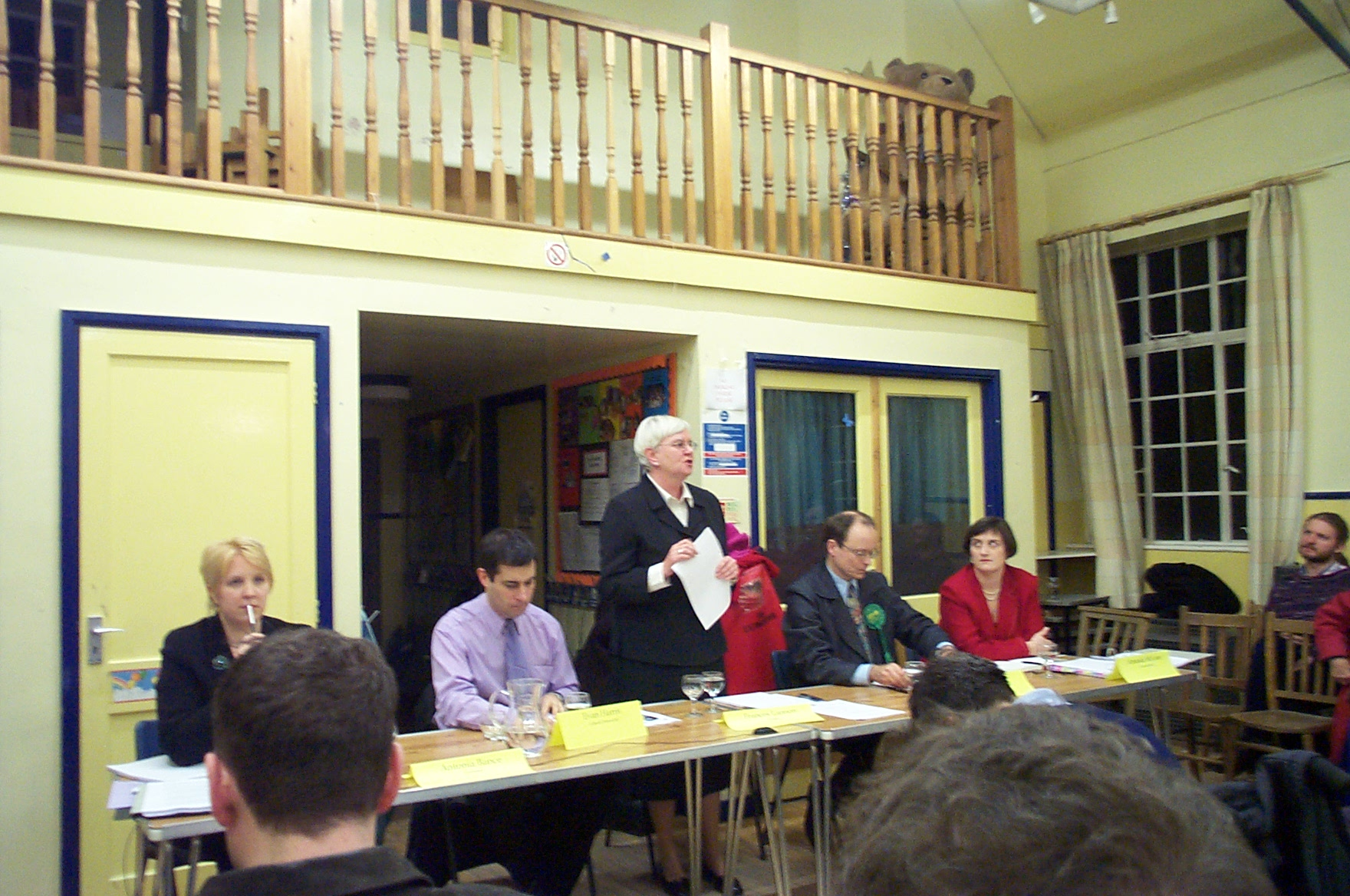
campagne électorale dans la circonscription d'Oxford West and Abingdon en 2005.

| Parti         | Parti                     | Candidat                  | Voix   | %    | ±    |
| ------------- | ------------------------- | ------------------------- | ------ | ---- | ---- |
|               | Libéral Démocrate         | Evan Harris               | 24,336 | 46,3 | −1.5 |
|               | Conservateur              | Amanda McLean             | 16,653 | 31,7 | +1.7 |
|               | Travailliste              | Antonia Bance             | 8,725  | 16,6 | −1.1 |
|               | Green                     | Tom Lines                 | 2,091  | 4,0  | +1.2 |
|               | UKIP                      | Marcus Watney             | 795    | 1,5  | +0.6 |
| Majorité      | Majorité                  | Majorité                  | 7,683  | 14,6 |      |
| Participation | Participation             | Participation             | 52,600 | 65,6 | +1.1 |
|               | Libéral Démocrate retenir | Libéral Démocrate retenir | Swing  | −1.6 |      |

| Parti         | Parti                     | Candidat                  | Voix   | %    | ±     |
| ------------- | ------------------------- | ------------------------- | ------ | ---- | ----- |
|               | Libéral Démocrate         | Evan Harris               | 24,670 | 47,8 | +4.9  |
|               | Conservateur              | Ed Matts                  | 15,485 | 30,0 | −2.6  |
|               | Travailliste              | Gillian Kirk              | 9,114  | 17,7 | −2.5  |
|               | Green                     | Mike Woodin               | 1,423  | 2,8  | +1.6  |
|               | UKIP                      | Marcus Watney             | 451    | 0,9  | +0.5  |
|               | Indépendant               | Sigrid Shreeve            | 332    | 0,6  | N/A   |
|               | Extinction Club           | Robert Twigger            | 93     | 0,2  | N/A   |
| Majorité      | Majorité                  | Majorité                  | 9,185  | 17,8 |       |
| Participation | Participation             | Participation             | 51,568 | 64,5 | −13.5 |
|               | Libéral Démocrate retenir | Libéral Démocrate retenir | Swing  | +3.8 |       |

### Élections dans les années 1990
| Parti         | Parti                                        | Candidat                                     | Voix   | %     | ±     |
| ------------- | -------------------------------------------- | -------------------------------------------- | ------ | ----- | ----- |
|               | Libéral Démocrate                            | Evan Harris                                  | 26,268 | 42,9  | +7.1  |
|               | Conservateur                                 | Laurence Harris                              | 19,983 | 32,7  | −13.6 |
|               | Travailliste                                 | Susan Brown                                  | 12,361 | 20,2  | +4.1  |
|               | Référendum                                   | Gillian Eustace                              | 1,258  | 2,1   | N/A   |
|               | Green                                        | Mike Woodin                                  | 691    | 1,1   | −0.1  |
|               | UKIP                                         | Rodney Buckton                               | 258    | 0,4   | N/A   |
|               | ProLife Alliance                             | Linda Hodge                                  | 238    | 0,4   | N/A   |
|               | Natural Law                                  | Anne Wilson                                  | 91     | 0,1   | +0.0  |
|               | Local Government                             | John Rose                                    | 48     | 0,1   | N/A   |
| Majorité      | Majorité                                     | Majorité                                     | 6,285  | 10,2  |       |
| Participation | Participation                                | Participation                                | 61,196 | 78,0  |       |
|               | Libéral Démocrate vainqueur sur Conservateur | Libéral Démocrate vainqueur sur Conservateur | Swing  | +10.4 |       |

| Parti         | Parti                  | Candidat             | Voix   | %    | ±    |
| ------------- | ---------------------- | -------------------- | ------ | ---- | ---- |
|               | Conservateur           | John Patten          | 25,163 | 45,4 | −1.0 |
|               | Libéral Démocrate      | William Goodhart     | 21,624 | 39,0 | +1.6 |
|               | Travailliste           | Bruce Kent           | 7,652  | 13,8 | −1.1 |
|               | Green                  | Mike Woodin          | 660    | 1,2  | −0.1 |
|               | Libéral                | Roger Jenking        | 194    | 0,3  | N/A  |
|               | Ligue anti-fédéraliste | Susan Nelson         | 98     | 0,2  | N/A  |
|               | Natural Law            | Geoffrey Wells       | 75     | 0,1  | N/A  |
| Majorité      | Majorité               | Majorité             | 3,539  | 6,4  |      |
| Participation | Participation          | Participation        | 55,466 | 76,7 | −1.7 |
|               | Conservateur retenir   | Conservateur retenir | Swing  | −1.3 |      |

### Élections dans les années 1980
| Parti         | Parti                | Candidat             | Voix   | %    | ±    |
| ------------- | -------------------- | -------------------- | ------ | ---- | ---- |
|               | Conservateur         | John Patten          | 25,171 | 46,4 | −1.3 |
|               | Social Démocratique  | Chris Huhne          | 20,293 | 37,4 | +4.1 |
|               | Travailliste         | John Power           | 8,108  | 14,9 | −2.0 |
|               | Green                | Donald Smith         | 695    | 1,3  | +0.2 |
| Majorité      | Majorité             | Majorité             | 4,878  | 9,0  |      |
| Participation | Participation        | Participation        | 54,267 | 78,4 | +4.4 |
|               | Conservateur retenir | Conservateur retenir | Swing  | −2.7 |      |

| Parti         | Parti                                  | Candidat          | Voix   | %    | ±   |
| ------------- | -------------------------------------- | ----------------- | ------ | ---- | --- |
|               | Conservateur                           | John Patten       | 23,778 | 47,7 | N/A |
|               | Social Démocratique                    | Evan Luard        | 16,627 | 33,3 | N/A |
|               | Travailliste                           | Julian Jacottet   | 8,440  | 16,9 | N/A |
|               | Ecologie                               | Suzette Starmer   | 544    | 1,1  | N/A |
|               | Monster Raving Loony                   | Robert Jones      | 267    | 0,5  | N/A |
|               | Indépendant                            | Christopher Smith | 95     | 0,2  | N/A |
|               | Indépendant                            | Peter Doubleday   | 86     | 0,2  | N/A |
|               | Indépendant                            | Ruth Pinder       | 26     | 0,1  | N/A |
| Majorité      | Majorité                               | Majorité          | 7,151  | 14,4 | N/A |
| Participation | Participation                          | Participation     | 49,863 | 74,0 | N/A |
|               | Conservateur vainqueur (nouveau siège) |                   |        |      |     |

## Sources
- Résultats élections 2015
- Résultats élections, 2015 (BBC)
- Résultats élections, 2010 (BBC)
- Résultats élections, 2005 (BBC)
- Résultats élections, 1997–2001 (BBC)
- Résultats élections, 1997–2001 (Election Demon)
- Résultats élections, 1983–1997 (Election Demon)